# گلاسهوتن (بایرن)
گلاسهوتن (به آلمانی: Glashütten) یک شهر در آلمان است که در بایروث واقع شده‌است.